# Ling Tang
Ling Tang (znana też jako Ling Tan; chiń. 谭曼玲; pinyin Tán Mànlíng; ur. 9 października 1974 roku w Kuala Lumpur) – malezyjska modelka.
Jedna z pierwszych supermodelek azjatyckiego pochodzenia, obok: Anny Bayle, Iriny Pantajewy, Jenny Shimizu oraz Navii Nguyen, które przebiły się na rynek międzynarodowy.
Ling studiowała sztukę projektowania w Kuala Lumpur, kiedy w 1994 roku została dostrzeżona przez łowcę modelek z agencji Catwalk. Z miejsca podpisała kontrakt i zaczęła pojawiać się na malezyjskich wybiegach. Po pierwszych sukcesach odniesionych w Malezji zaproponowano jej kontrakt w Nowym Jorku. W ciągu kilku kolejnych miesięcy miała już za sobą mnóstwo udanych pokazów w światowych stolicach mody, począwszy od Nowego Jorku, poprzez Paryż, po Barcelonę i Mediolan. Do stałych zleceniodawców Ling należeli renomowani projektanci i domy mody na świecie, wśród nich: Alexander McQueen, Ally Capellino, Badgley Mischka, Betsey Johnson, Bill Blass, Blumarine, Callaghan, Chanel, Christian Dior, Dirk Bikkembergs, DKNY, Dries van Noten, Ellen Tracy, Erreuno, Fendi, Genny, Gianfranco Ferré, Gucci, Hussein Chalayan, Karl Lagerfeld, Lanvin, Laura Biagiotti, Marcel Marongiu, Marithe & Francois Girbaud, Missoni, Nicole Miller, Ocimar Versolato, Sonia Rykiel, Todd Oldham, Valentino, Vivienne Westwood, Givenchy, Thierry Mugler, Yves Saint Lauren.
Wzięła udział w kampaniach reklamowych dla m.in.: Chanel, Cover Girl i Emporio Armaniego.
Najczęściej pojawiała się na okładkach magazynu o modzie Harper’s Bazaar.
W 1997 roku jej zdjęcia pojawiły się w kalendarzu firmy Pirelli.
Od 2010 roku związana jest kontraktem z francuskim domem mody Givenchy.